# VAVV Alcmaria Victrix
V.A.V.V. Alcmaria Victrix (Verenigde Alkmaarse VoetbalVereniging Alcmaria Victrix) is een Nederlandse voetbalclub uit Alkmaar, opgericht in 1898. De clubkleuren zijn rood-wit. Als een van de oudste voetbalclubs van Nederland speelde Alcmaria Victrix een vooraanstaande rol in de Noord-Hollandse voetbalsport. De club speelt haar wedstrijden op De Egmonderhout. Tussen de jaren 20 en de jaren 50 kwamen De Alcmarianen in totaal 41 seizoenen uit in de Tweede klasse, destijds het tweede niveau van het Nederlands voetbal.
Het standaard zaterdagvoetbalelftal komt uit in de Vierde klasse (2022/23) en het standaard zondagvoetbalelftal komt uit in de Derde klasse van het district West I (2022/23).

## Historie

### Ontstaan van de club
Tegen het einde van het jaar 1897 besloten een aantal jongens, op initiatief van Jan Bossert, het jongensclubje Alcmaria Victrix op te richten op 1 januari 1898. De naam is afgeleid van de wapenspreuk uit het wapen van Alkmaar Alcmaria victrix ("Alkmaar overwinnaar"). Tot 1902 heeft Alcmaria alleen vriendschappelijke wedstrijden gespeeld.
In 1902 verliet Alcmaria de Krocht om een terrein op de Westerweg te huren. Op initiatief van  Henri Lau werd in samenwerking met ZVV, Sport en Alcmaria Victrix, de Noordhollandsche Voetbalbond opgericht. In de competitie van deze bond werd Alcmaria kampioen met 9 punten uit  6 wedstrijden. In 1904 betrok Alcmaria een terrein aan de Wilhelminalaan. In de competitie werd Alcmaria voor de tweede maal kampioen van de NHVB.
In 1905 verhuisde de club opnieuw, naar het Gemeentelijk Sportpark aan de Zandersloot. Merkwaardig was dat alle uitwedstrijden werden gewonnen en alle thuiswedstrijden verloren.
In 1908 werd Alcmaria kampioen in de Derde klasse van de NVB met een doelgemiddelde van 60-14. In de daarop volgende promotiewedstrijden tussen DVV, HFC Haarlem 2 en VVA, bezette Alcmaria de onderste plaats. Desondanks werd het elftal door de bond in de Tweede klasse geplaatst. In datzelfde jaar ging Alcmaria samen met AVV onder de naam Verenigde Alkmaarse Voetbalverenigingen "Alcmaria Victrix".

### Eerste bloeiperiode
Tussen 1909 en 1912 kende Alcmaria een bloeiperiode, het tijdperk van de drie broers Boelmans ter Spill, waarvan Pieter Boelmans ter Spill een Nederlands international was en Bronner Boelmans ter Spill een centraal figuur was binnen de ploeg. In het seizoen 1911/12 speelde Alcmaria een wedstrijd tegen vijfvoudig landskampioen RAP, die met 2-0 werd gewonnen. RAP speelde met elf spelers en Alcmaria met negen man.
Met slechts 17 leden, waarvan tien actieve spelers, kwam de bloeiperiode in 1912 ten einde. Alcmaria was niet in staat een volledig elftal samen te stellen en tijdens een clubvergadering besprak men de opheffing van de V.A.V.V. Alcmaria Victrix. Sleutelspelers uit deze periode waren voetballers als Jan Elfring, Jo Bos, Pierre Mulders, Gerrit Hartland en Siets Hamstra. In 1926 haalt Jan Efring als speler van Alcmaria het Nederlands voetbalelftal. Siets Hamstra werd geselecteerd voor het Nederlands jeugdelftal en in 1931 werd hij in het Nationale B-elftal opgesteld.
Vanaf 1914 ontstonden moeilijkheden, grotendeels door de mobilisatie voor de Eerste Wereldoorlog, maar in 1915 werd Alcmaria toch 1915 kampioen van de Noodcompetitie 1914/15.
In 1923 besloot de club een verzekeringsfonds in te stellen.
In het seizoen 1924/25 werd Alcmaria na een spannende strijd tweede in de Tweede klasse achter EDO. Ook in de jaren daarna speelde Alcmaria regelmatig om de eerste plaats, maar in de slotfase van de competities kende de ploeg veelal pech.
In 1931 kwamen er moeilijkheden in de vereniging waardoor een groep leden tot gevolg de concurrerende VV Alkmaarsche Boys oprichtten, maar Alcmaria eindigde het seizoen 1931/32 toch op de tweede plaats. Hierna kwamen er weer enkele magere jaren en in 1934 moesten er tegen HRC degradatiewedstrijden gespeeld worden, die beide werden gewonnen.
In het KNVB bekertoernooi 1934/35 haalde Alcmaria de zesde ronde, waarin ze 0-1 sneuvelde tegen de eersteklasser Stormvogels.
In 1939 speelden Theo Brouwer en Siets Hamstra voor het Noordhollands voetbalelftal.
In 1946 degradeerde de club naar de Derde klasse. Het seizoen 1946/47 was daartegenover onder leiding van trainer Meinders een aaneenschakeling van successen. Na een 7-3 overwinning op HVV Hollandia werd Alcmaria kampioen. Twaalf- tot veertienhonderd Alcmaria-aanhangers vertrokken die zondag naar Hoorn en omzoomden het veld. Na de laatste fluitsignaal waren de supporters niet meer te houden en gingen aanvoerder Henk Maasen en zijn ploeggenoten op de schouders. Bij station Alkmaar verwelkomde een uitzinnige mensenmenigte met luid gejuich het kampioenselftal dat uit de trein stapte. In rijtuigen kregen ze een triomftocht met muziek naar het Hofplein. Ook de promotiewedstrijden in een nacompetitie met de clubs RKSV HBC, DEC en VV Holland werden succesvol afgesloten.

### Sportieve neergang
In 1954 nam de club het initiatief om vanaf het seizoen 1954/55 tot betaald voetbal in Alkmaar te komen. De opzet was om uit te komen in de profcompetitie van de Nederlandse Beroeps Voetbalbond, maar het liep anders doordat de KNVB en de NBVB hun conflict over betaald voetbal bijlegden en fuseerden. De fusiebond eiste dat profclubs vanaf het seizoen 1955/56 een amateurafdeling hadden. Profclub Alkmaar '54 benaderde eerst het populaire Alcmaria Victrix voor een fusie per 1 december 1954, maar kwam niet tot overeenstemming. Veel publiek stapte vanaf 1954 over naar de profwedstrijden van Alkmaar '54. Daar speelden goede spelers tegen landelijk aansprekende tegenstanders. Na een jaar had Alcmaria nog maar vijf tot tien procent van de bezoekersaantallen over: In 1952 nog 27.000 betalende toeschouwers, in 1955 slechts 3.000. Door het wegblijven van betalende toeschouwers had de club minder inkomsten en bleef er een hobbyvereniging over.

## Competitieresultaten 1993–2019 (zaterdag)
| 12 4A |

|  |

|  |

|  |

| 9 4A |

|  |

| 11 3A |

|  |

| 8 5A |

|  |

| 3 5B |

| 8 5B |

| 10 5B |

| 5 5B |

| 10 4A |

| 6 4A |

| 8 4A |

| 11 4A |

| 6 4A |

| 3 4A |

| 8 3A |

| 9 3A |

| 13 3A |

| 2 4A |

| 1 4A |

| 12 3A |

| 2 4A |

| - 4A |

| 10 4A |

| - 4A |

| Derde klasse | Vierde klasse | Vijfde klasse |

2017: de beslissingswedstrijd op 13 mei bij LSVV om het klassekampioenschap in 4A werd na strafschoppen gewonnen van CV Wieringermeer (1-1, strafschoppenserie 9-8).

## Competitieresultaten 1906–2019 (zondag)
| 3 3C |

| 2 3C |

| 1 3B |

| 5 2A |

| 3 2B |

| 4 2B |

| 4 2C |

| 6 2C |

| 7 2B |

| 1 1B |

| 6 2B |

| 8 2A |

| 5 2A |

| 5 2B |

| 8 2B |

| 8 2A |

| 7 2A |

| 6 2A |

| 2 2A |

| 3 2A |

| 3 2A |

| 5 2A |

| 4 2A |

| 5 2A |

| 2 2A |

| 4 2A |

| 3 2A |

| 6 2A |

| 9 2A |

| 5 2A |

| 9 2A |

| 9 2B |

| 4 2A |

| 8 2A |

| 7 B |

| 5 2A |

| 7 2A |

| 6 2A |

| 5 2A |

|  |

| 11 2A |

| 1 3D |

| 9 2B |

| 7 2B |

| 9 2A |

| 9 2B |

| 10 2A |

| 10 2A |

| 6 3B |

| 10 3B |

| 3 3B |

| 2 3A |

| 2 3A |

| 5 3A |

| 1 3A |

| 9 2A |

| 12 2A |

| 4 3A |

| 3 3A |

| 4 3A |

| 3 3A |

| 9 3A |

| 1 3A |

| 11 2A |

| 12 3A |

| 4 4C |

| 11 4C |

| 8 4A |

| 11 4A |

| 8 4A |

| 4 4A |

| 10 4A |

| 10 4A |

| 11 4A |

| 1 4A |

| 7 3A |

| 1 3A |

| 8 2A |

| 11 2A |

| 10 3A |

| 3 3A |

| 8 3A |

| 9 3A |

| 8 3A |

| 9 3A |

| 10 3A |

| 5 4B |

| 1 4B |

| 3 3A |

| 3 3A |

| 10 3A |

| 2 4B |

| 6 3A |

| 3 3A |

| 11 3A |

| 8 4A |

| 4 4A |

| 1 4A |

| 2 3A |

| 1 3A |

| 8 2A |

| 7 2A |

| 11 2A |

| 4 3B |

| 10 3A |

| 14 3A |

| 8 4A |

| 6 4B |

| 6 4C |

| 10 4C |

| 9 4C |

| 5 4C |

| 10 4B |

| 5 4B |

| 7 4C |

| 2 4A |

| - 3B |

| Tweede klasse | Derde klasse | Vierde klasse | Noodcompetitie |

In elke staaf van de grafiek staat van boven naar beneden vermeld: 
- Eindnotering

Dit is de positie die de club heeft bereikt in de competitie, zonder eventuele beslissings-, play-off- of nacompetitiewedstrijden die nodig zijn geweest om bijvoorbeeld de kampioen van de competitie te bepalen.
Indien een * achter het getal staat is de notering een tussenstand en kan het zijn dat de notering niet overeenkomt met de uiteindelijke eindstand van de competitie.
Staat er een - dan is het seizoen nog bezig en is er geen definitieve uitslag bekend.
Staat er xx op de positie van de notering, dan heeft de club vroegtijdig de competitie verlaten. Dit kan onder andere komen door terugtrekking van het team, faillissement van de club of door een uitgedeelde straf van de KNVB. In veel gevallen staat elders in het artikel de reden vermeld.
Staat er een ? dan is het resultaat uit het verleden onbekend, en is alleen de competitie of het niveau bekend van dat seizoen.
In de seizoenen 2019/20 en 2020/21 werd wegens de coronacrisis het amateurvoetbal afgebroken. Daardoor kennen deze staven geen eindklassering (middels -- weergegeven).
- Competitieniveau en afdelingsletter of Officiële eindstand Eredivisie
  - Competitieniveau en afdelingsletter

Hierbij geeft het getal het niveau weer, dat ook terug te vinden is in de legenda. De letter is de afdelingsaanduiding en wordt gebruikt wanneer er meer afdelingen zijn op hetzelfde niveau. De afdelingsletter is altijd een hoofdletter en wordt meestal zonder nummer gebruikt.
Voorbeeld: 2F is niveau 2e klasse competitie F.
Het competitieniveau en nummer wordt niet vermeld wanneer er slechts één competitie van dit niveau was.
  - Officiële eindstand Eredivisie (getal staat tussen haakjes vermeld)

Sinds de introductie van play-offwedstrijden voor Europees voetbal na afloop van de reguliere competitie in 2005/06, is de KNVB verplicht een eindstand van de Eredivisie door te geven aan de UEFA aan de hand van deze play-offwedstrijden.
Bij deze eindstand staan clubs die zich hebben gekwalificeerd voor Europees voetbal hoger dan clubs die zich niet wisten te kwalificeren. Indien er geen verschil was tussen de eindnotering en de officiële eindstand, staat dit getal niet vermeld.

- Onderafdeling

Hier staat afgekort de naam van de onderafdeling indien de club in dat jaar in een onderafdeling uitkwam. Tevens staat deze afkorting in de legenda en wordt gelinkt naar het artikel over deze onderafdeling. Deze afkorting wordt alleen vermeld wanneer de club in het verleden in verschillende onderafdelingen heeft gespeeld. Deze vermelding is in de staaf altijd in kleine letters. Deze onderafdelingen zijn na het seizoen 1995/96 afgeschaft. Heeft de club in slechts één onderafdeling gespeeld, dan is dit alleen terug te vinden in de legenda.
Onder de staaf staat het jaartal vermeld waarin het seizoen is afgesloten. 15 verwijst naar het seizoen 2014/15 of eventueel het seizoen 1914/15.
Wanneer een staaf leeg is, zijn deze gegevens niet bekend. Het kan ook zijn dat de club dat seizoen niet heeft meegespeeld op het hogere amateurniveau, vroegtijdig de competitie heeft verlaten of uit de competitie is gezet.

In het seizoen 1944/45 was er wegens de Tweede Wereldoorlog geen regulier competitievoetbal.

## Erelijst
| Competitie                                 | Winnaar | Winnaar                            | Runner up | Runner up         |
| Competitie                                 | Aantal  | Jaren                              | Aantal    | Jaren             |
| ------------------------------------------ | ------- | ---------------------------------- | --------- | ----------------- |
| Koninklijke Nederlandse Voetbalbond (KNVB) |         |                                    |           |                   |
| Tweede Klasse                              |         |                                    | 2×        | 1924, 1930        |
| Derde Klasse                               | 6×      | 1908, 1947, 1960, 1968, 1982, 2005 | 3×        | 1957, 1958, 2004, |
| Vierde Klasse                              | 3×      | 1980, 1993, 2003                   | 1×        | 1997              |
| Noordhollandsche Voetbalbond (NHVB)        |         |                                    |           |                   |
| Eerste Klasse                              | 3×      | 1903, 1904, 1907                   | 1×        | 1928¹             |
| Rauchbeker                                 | 1×      | 1936                               |           |                   |

¹ Gewonnen door een reserve-elftal van Alcmaria Victrix.

## Lijst van hoofdtrainers
Lijst is incompleet, evenals een aantal gegevens.
- 1924–1925  Bill Julian
- 1932–1935  Eddy Hamel
- 1935–1936  Richard Longin
- 195?–195?  Cor Wilders
- 2002–2004  Peter Strabbing
- 2004–2006  Jaap Schilder
- 2006–2008  Juan Fernández Coto
- 2008–2011  Jeroen Kroes
- 2011–2014  Rik Melker

- 2014–2015  Radjin de Haan
- 2015–2016  Ruud van de Zijde
- 2016–2018  Peter de Groot
- 2018–  Arjan Huisman

## Bekende (oud-)spelers
- Pieter Boelmans ter Spill
- Theo Brouwer
- Jan Elfring
- Henk Mulders
- José Fortes Rodriguez
- Dolf van der Nagel
- Jasper Schendelaar